# العلاقات البولندية الجنوب إفريقية
العلاقات البولندية الجنوب أفريقية هي العلاقات الثنائية التي تجمع بين بولندا وجنوب أفريقيا.

## مقارنة بين البلدين
هذه مقارنة عامة ومرجعية للدولتين:
| وجه المقارنة                                              | بولندا                                                                             | جنوب أفريقيا |
| --------------------------------------------------------- | ---------------------------------------------------------------------------------- | --- |
| المساحة (كم2)                                             | 312.68 ألف                                                                         | 1.22 مليون |
| عدد السكان (نسمة)                                         | 38.43 مليون                                                                        | 57.73 مليون |
| الكثافة السكانية (ن./كم²)                                 | 122.91                                                                             | 47.32 |
| العاصمة                                                   | وارسو                                                                              | بريتوريا، بلومفونتين، كيب تاون |
| اللغة الرسمية                                             | اللغة البولندية                                                                    | لغة إنجليزية، اللغة الأفريقانية، اللغة النديبلي الجنوبية، اللغة السوثو الشمالية، اللغة السوتية، لغة سوازي، اللغة التسونجا، اللغة التسوانية، اللغة الفيندية، اللغة الكوسية، اللغة الزولوية |
| العملة                                                    | زلوتي بولندي                                                                       | راند جنوب أفريقي |
| الناتج المحلي الإجمالي (بليون دولار)                      | 524.51 مليار                                                                       | 349.42 مليار |
| الناتج المحلي الإجمالي (تعادل القوة الشرائية) بليون دولار | 1.02 تريليون                                                                       | 725.91 مليار |
| الناتج المحلي الإجمالي الاسمي للفرد دولار أمريكي          | 12.55 ألف                                                                          | 5.72 ألف |
| الناتج المحلي الإجمالي للفرد دولار أمريكي                 | 26.14 ألف                                                                          | 13.05 ألف |
| مؤشر التنمية البشرية                                      | 0.843                                                                              | 0.666 |
| رمز المكالمات الدولي                                      | +48                                                                                | +27 |
| رمز الإنترنت                                              | .pl                                                                                | .za |
| المنطقة الزمنية                                           | توقيت وسط أوروبا، ت ع م+01:00، ت ع م+02:00، أوروبا/وارسو ‏، توقيت وسط أوروبا الصيفي | ت ع م+02:00، أفريقيا/جوهانسبرغ ‏ |

## منظمات دولية مشتركة
يشترك البلدان في عضوية مجموعة من المنظمات الدولية، منها:
| علم المنظمة | اسم المنظمة                        | تاريخ انضمام بولندا | تاريخ انضمام جنوب أفريقيا |
| ----------- | ---------------------------------- | ------------------- | ------------------------- |
|             | مؤسسة التنمية الدولية              | 28 أكتوبر 1960      | 12 أكتوبر 1960            |
|             | نظام تحكم تكنولوجيا القذائف        | 1998                | 1995                      |
|             | وكالة ضمان الاستثمار متعدد الأطراف | 29 يونيو 1990       | 10 مارس 1994              |
|             | يونسكو                             | 6 نوفمبر 1946       | 4 نوفمبر 1946             |
|             | الأمم المتحدة                      | 24 أكتوبر 1945      | 7 نوفمبر 1945             |
|             | الفريق المعني برصد الأرض           | ?                   | ?                         |
|             | الاتحاد البريدي العالمي            | 1 مايو 1919         | ?                         |
|             | البنك الدولي للإنشاء والتعمير      | 27 يونيو 1986       | 27 ديسمبر 1945            |
|             | المنظمة الهيدروغرافية الدولية      | ?                   | ?                         |
|             | الاتحاد الدولي للاتصالات           | 1921                | 1910                      |
|             | منظمة حظر الأسلحة الكيميائية       | ?                   | ?                         |
|             | مؤسسة التمويل الدولية              | 29 ديسمبر 1987      | 3 أبريل 1957              |
|             | منظمة التجارة العالمية             | 1 يوليو 1995        | 1995                      |
|             | مجموعة الموردين النوويين           | ?                   | ?                         |
|             | منظمة الشرطة الجنائية الدولية      | ?                   | ?                         |

## أعلام
هذه قائمة لبعض الشخصيات التي تربطها علاقات بالبلدين:
- جون ماكسويل كويتزي (كاتب جنوب أفريقي، 9 فبراير 1940[21][22][23] – )
- كاشا كروبنسكي (ممثلة جنوب أفريقية، 27 أغسطس 1991 – )

## وصلات خارجية
- موقع وزارة الخارجية البولندية
- موقع وزارة الخارجية الجنوب أفريقية